# قصر قند
قصر قند (بالفارسية: قصرقند) هي مدينة تقع في إيران في سيستان وبلوتشستان. يقدر عدد سكانها بـ 10,826 نسمة .